# كورن-زاليس
كرن زاليس (بالألمانية: Kohren-Sahlis) هي بلدة ألمانية تقع في ألمانيا في ساكسونيا.  يقدر عدد سكانها بـ 3,060 نسمة .

## المدن التوأمة
مدينة Montottone هي مدينة توأمة لـكرن زاليس.